# Exochus appendiculatus
Exochus appendiculatus är en stekelart som beskrevs av Cameron 1902. Exochus appendiculatus ingår i släktet Exochus och familjen brokparasitsteklar. Inga underarter finns listade i Catalogue of Life.